# One More Time...
One More Time...  es el noveno álbum de estudio de la banda pop punk estadounidense Blink-182, que se lanzó el 20 de octubre de 2023 a través de Columbia Records. El álbum marca la reunión de la formación más conocida de Blink-182, conformada por el bajista y vocalista Mark Hoppus, el baterista Travis Barker (quien también produjo el álbum) y el guitarrista y vocalista Tom DeLonge, quien regresó después de una ausencia de siete años de la banda. Una serie de eventos, incluidos problemas de salud, acercaron al trío y llevaron a su reformación.

## Antecedentes

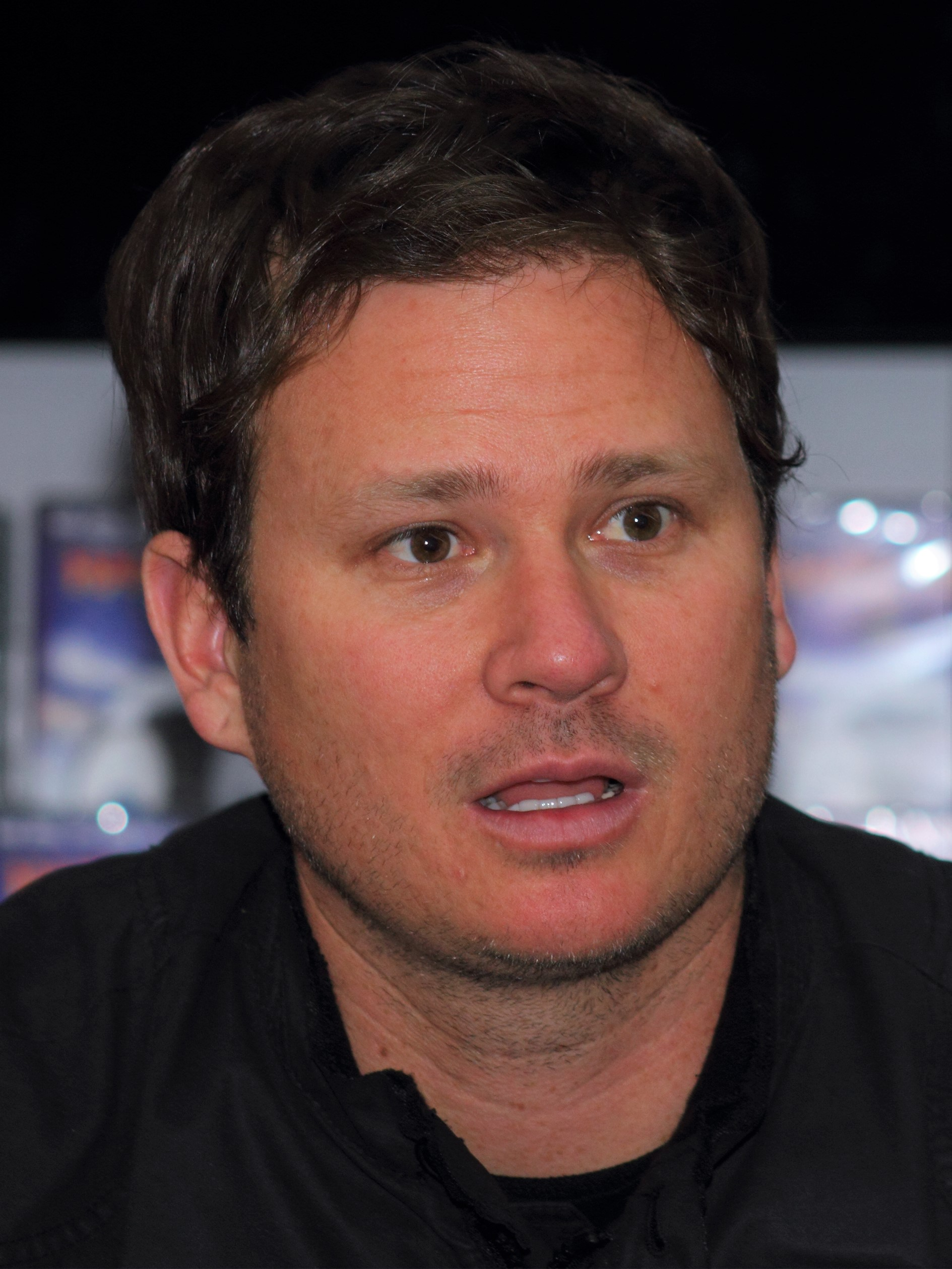
El guitarrista Tom DeLonge regresó al grupo después de una ausencia de siete años.

El trío de rock del sur de California Blink-182 saltó al estrellato a fines de la década de los 90 por su estilo pop-punk alegre y trepidante; sus álbumes multiplatino como Enema of the State , Take Off Your Pants and Jacket y el álbum sin título ayudaron a popularizar el género en todo el mundo. Sus miembros principales, incluido el guitarrista Tom DeLonge, el bajista Mark Hoppus y el baterista Travis Barker, compartían sensibilidades musicales y cómicas similares. En 2005, sin embargo, el grupo experimentó una discordia considerable con DeLonge como centro y se disolvió. Acontecimientos trágicos, incluido un accidente aéreo mortal que dejó a Barker como único superviviente, provocaron una reunión a principios de 2009 y liberaron a Neighborhoods durante ese período. Una década después de su primera salida, DeLonge volvió a salir del grupo para centrarse en actividades no musicales, y los miembros restantes reclutaron al cantante y guitarrista de Alkaline Trio Matt Skiba en su lugar. La nueva versión de la banda resultó popular, logrando su segundo álbum número uno (y primero en 15 años) en el Billboard 200 y una nominación al Grammy por California. La banda también lanzó su octavo álbum de estudio Nine en 2019.
Otra serie improbable de eventos preparo el escenario para la reunión de la banda en la década de 2020. DeLonge regresó a la escena musical con su banda Angels & Airwaves, mientras que Barker realizó un segundo acto como productor, ayudando a impulsar un aumento en la popularidad del pop-punk en su trabajo con Machine Gun Kelly. También experimentó un renovado estatus de celebridad debido a su matrimonio con Kourtney Kardashian, además, superó su antiguo miedo a volar en 2021. Ese mismo año, a Hoppus le diagnosticaron un linfoma mortal; se sometió a quimioterapia exhaustiva y salió libre de cáncer a finales de 2021. Su diagnóstico impulsó a los tres a volver a reunirse y superar viejas disputas. Asimismo, la nueva capacidad de Barker para viajar en avión abrió posibilidades para realizar giras en áreas que la banda nunca había hecho, a saber, América Latina. Con la amistad y la concentración restauradas, los tres tentativamente comenzaron a grabar en secreto. Skiba silenciosamente se hizo a un lado para que DeLonge reclamara su lugar, diciendo que estaba feliz por el tiempo que pasó en la banda.

## Lanzamiento
El ciclo promocional del álbum comenzó con el anuncio de una gira mundial, así como su reformación. La noticia del inminente regreso de DeLonge había estado dando vueltas en las comunidades de aficionados durante meses. La banda anunció oficialmente su reunión el 11 de octubre de 2022; El primer sencillo del álbum, " Edging ", debutó más tarde esa semana. Las ventas de pedidos anticipados para las variantes en vinilo del álbum aumentaron al mismo tiempo, aunque el LP carecía de título o fecha de lanzamiento. "Edging" obtuvo buenos resultados en Estados Unidos; se convirtió en su éxito número uno de mayor duración en la lista Alternative Airplay de Billboard, y el sencillo de la banda con las posición más alta en el Hot 100 en dieciocho años. Su video musical también fue nominado a Mejor Video Alternativo en los MTV Video Music Awards 2023.
Debido a la naturaleza de la reunión sorpresa de la banda, se consideró un disco muy esperado. En septiembre de 2023, se pegaron carteles adornados con el título del álbum y el logotipo de la banda en las paredes de las principales ciudades de diferentes países, incluidos Nueva York, Toronto, Chicago, Sídney, Berlín y más. El sitio oficial del grupo se actualizó con una página de "puesto", una imagen de un baño etiquetado con grafiti, con un ícono de reloj digital con una cuenta regresiva para el lanzamiento del segundo sencillo del álbum.
En julio de 2023, Travis Barker dijo que estaba previsto que el álbum salga en octubre de 2023. El 18 de septiembre de 2023, se anunció que el álbum se lanzaría el 20 de octubre de 2023. La canción principal del álbum se lanzó el 21 de septiembre de 2023.

## Gira
El trío va a realizar una gran gira como cabeza de cartel entre 2023 y 2024 para promocionar el disco. La etapa norteamericana comenzó a mediados de año, antes del lanzamiento del álbum, con espacios para festivales en el Adjacent Festival inaugural en Nueva Jersey, y When We Were Young en Nevada. Se convirtió en su tour con mejor desempeño hasta el momento, recaudando más de $ 85 millones. En septiembre, la banda se embarcó en una gira por Europa, con una serie de fechas en Australia —las primeras de la banda en once años— que comenzarían en febrero de 2024.
Después del lanzamiento del álbum en octubre, la banda anunció una serie de 30 fechas adicionales para Norteamérica como parte de la promoción del álbum. Oficializan el One More Time Tour, el cual comenzará en junio del 2024 y tocarán en distintos estadios y arenas de Estados Unidos, como el Petco Park, SoFi Stadium, Rogers Centre y su participación como cabeza de cartel en el Lollapalooza de Chicago el 4 de agosto. 
 Otra serie de espectáculos en América Latina, la primera vez que la banda tocó allí, tuvo lugar en 2024, incluidos los puestos como cabeza de cartel en Lollapalooza en Chile, Argentina y Brasil.Contando también con su participación en el Festival Asuncionico de Paraguay, el Festival Estéreo Picnic en Colombia, y en el Tecate Pa'l Norte en México.

## Lista de canciones
| N.º | Título                           | Duración |  |
| 1.  | «Anthem Part 3»                  | 3:33     |  |
| 2.  | «Dance with Me»                  | 3:08     |  |
| 3.  | «Fell in Love»                   | 2:18     |  |
| 4.  | «Terrified»                      | 2:48     |  |
| 5.  | «One More Time»                  | 3:28     |  |
| 6.  | «More Than You Know»             | 3:37     |  |
| 7.  | «Turn This Off!»                 | 0:23     |  |
| 8.  | «When We Were Young»             | 2:40     |  |
| 9.  | «Edging»                         | 2:29     |  |
| 10. | «You Don't Know What You've Got» | 3:18     |  |
| 11. | «Blink Wave»                     | 3:08     |  |
| 12. | «Bad News»                       | 2:19     |  |
| 13. | «Hurt (Interlude)»               | 1:21     |  |
| 14. | «Turpentine»                     | 3:05     |  |
| 15. | «Fuck Face»                      | 0:27     |  |
| 16. | «Other Side»                     | 2:10     |  |
| 17. | «Childhood»                      | 4:17     |  |

## Version "Digital Deluxe"
| N.º | Título       | Duración |  |
| 1.  | «Cut Me Off» | 2:06     |  |
| 2.  | «See You»    | 3:20     |  |

## Version Deluxe
| N.º | Título                | Duración |  |
| 1.  | «No Fun»              | 3:02     |  |
| 2.  | «All In My Head»      | 2:42     |  |
| 3.  | «Can't Go Back»       | 2:44     |  |
| 4.  | «Every Other Wekeend» | 2:44     |  |
| 5.  | «Everyone Everywhere» | 3:03     |  |
| 6.  | «If You Never Left»   | 2:58     |  |
| 7.  | «One Night Stand»     | 3:35     |  |
| 8.  | «Take Me In»          | 3:39     |  |

## Créditos
Blink-182
- Mark Hoppus – Vocales, Bajo
- Tom DeLonge – Vocales, Guitarras
- Travis Barker – Batería, Percusión, voz adicional en "One More Time"